# Macbrideina peruviana
Macbrideina peruviana är en måreväxtart som beskrevs av Paul Carpenter Standley. Macbrideina peruviana ingår i släktet Macbrideina och familjen måreväxter. Inga underarter finns listade i Catalogue of Life.